# All I Ever Wanted (singolo Kelly Clarkson)
All I Ever Wanted è un singolo della cantante statunitense Kelly Clarkson, pubblicato il 9 marzo 2010 come quarto estratto dall'album omonimo.
La canzone, grazie all'airplay radiofonico, ha raggiunto la posizione 106 nella classifica statunitense, la 39 nella classifica radiofonica e la 16 nella classifica delle canzoni adult contemporary.

## Classifiche
| Classifica (2010)                | Posizione massima |
| -------------------------------- | ----------------- |
| Stati Uniti                      | 96                |
| Stati Uniti (adult contemporary) | 11                |
| Stati Uniti (pop 100)            | 37                |